# Herulowie

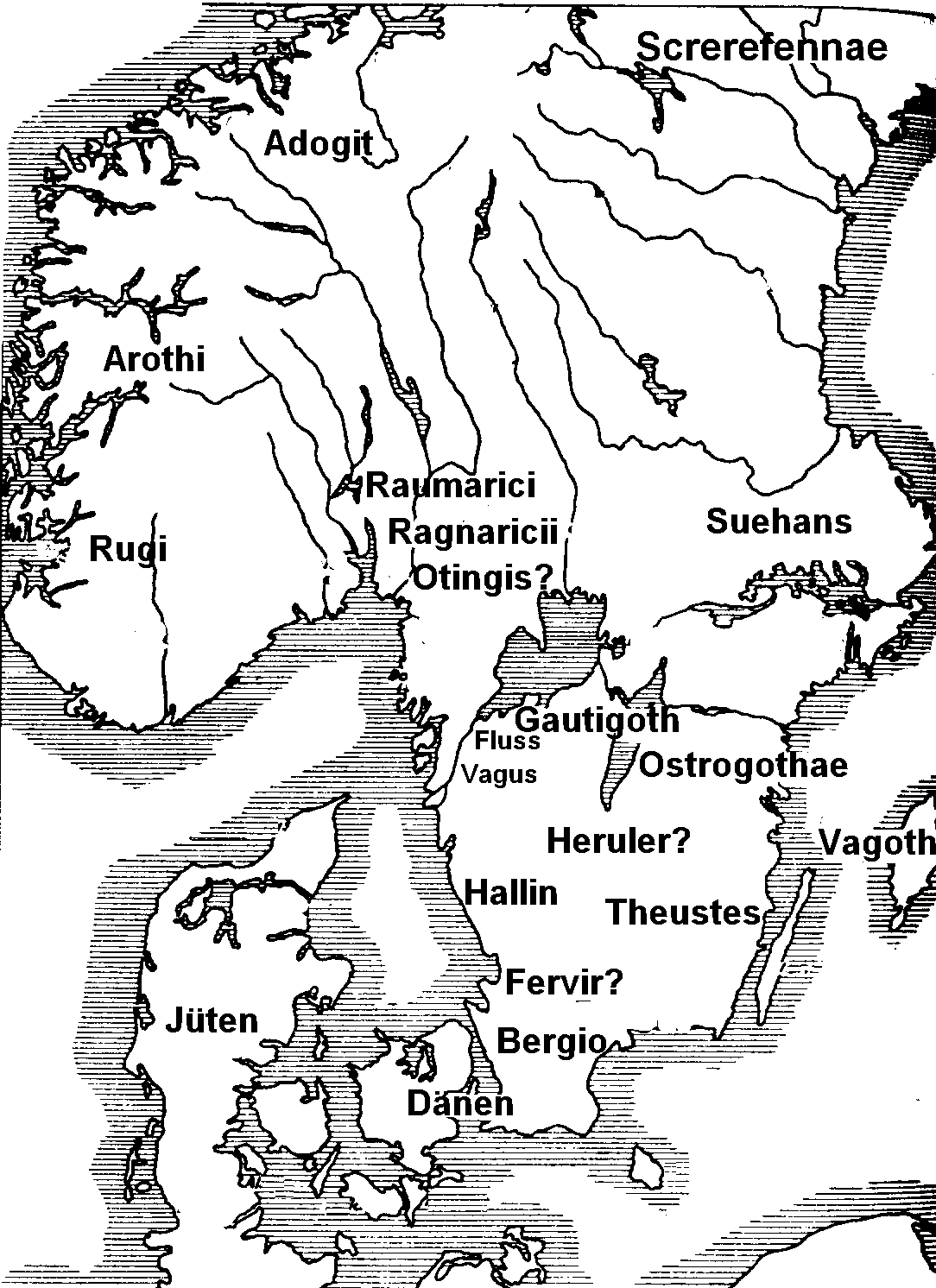
Mapa Skandynawii według opisu Jordanesa, z oznaczoną hipotetyczną ojczyzną Herulów w szwedzkiej Smalandii.

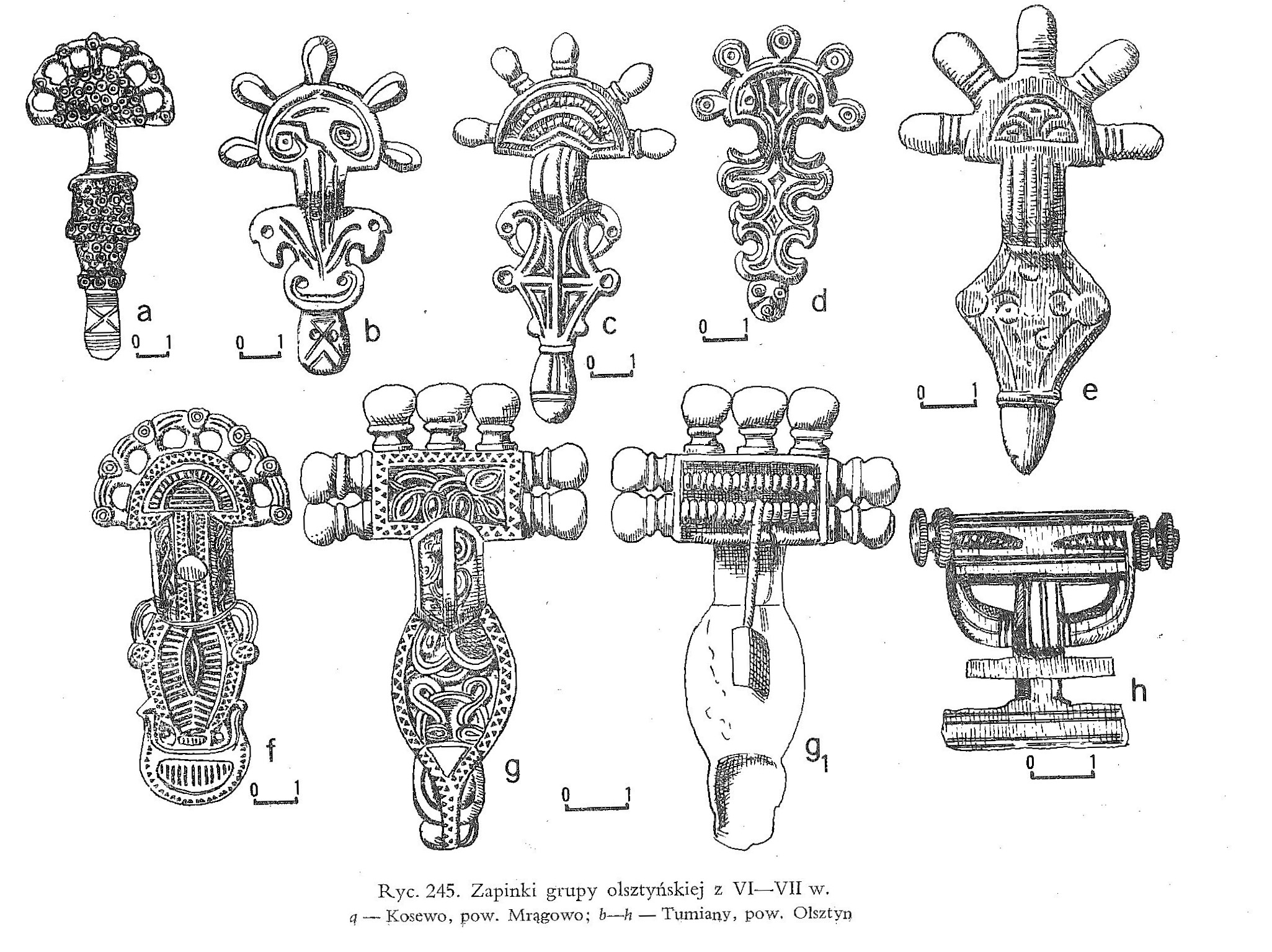
Zapinki herulskie ze stanowisk grupy olsztyńskiej z Kosewa i Tumian (VI-VII w.)

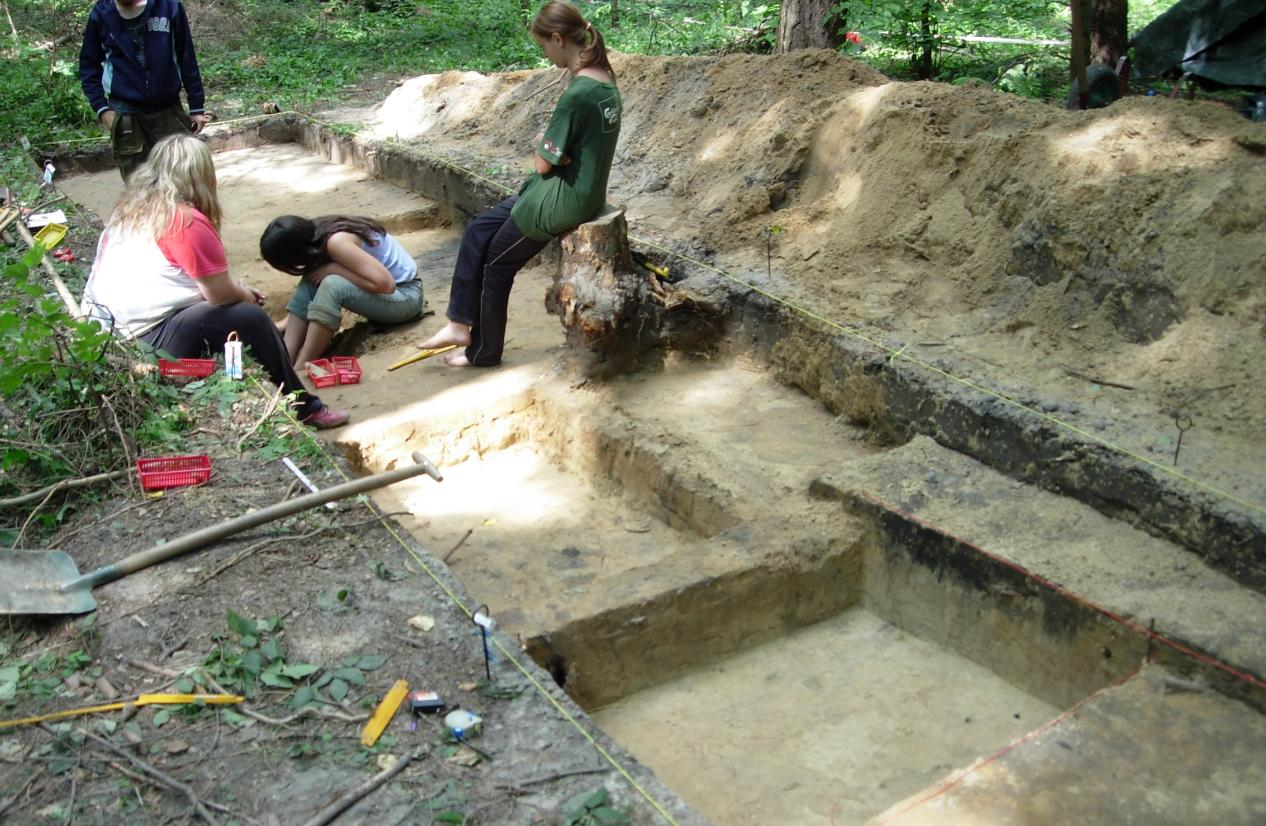
Wykopaliska archeologiczne w osadzie herulskiej w Ulowie w 2008 r.

Herulowie – lud wschodniogermański wywodzący się z terenów południowej Szwecji, spokrewniony z Gotami. 

## Historia
W nieznanych okolicznościach nastąpił podział plemienia (na dwie grupy – wschodnią i zachodnią), którego część (ok. poł. III wieku n.e.) powędrowała (a raczej popłynęła) na zachód (nad dolnym Renem już w III wieku), a część ruszyła w ślad za Gotami, zatrzymując się na jakiś czas w okolicach ujścia Wisły. 
W połowie III wieku Herulowie pojawili się na stepach nad Morzem Czarnym, i dotarli nad Morze Azowskie, skąd organizowali łupieżcze wyprawy (po części morskie) na nabrzeżne miasta. W 267 roku napadli Półwysep Bałkański, docierając aż do Sparty, poważnie zniszczyli Ateny. W 269 roku zostali pobici wraz z Gotami przez cesarza Klaudiusza w bitwie pod Naissus (Nisz w Serbii). Około połowy IV wieku dostali się pod panowanie Ostrogotów, których z kolei ujarzmili Hunowie. Około 405 roku przeszli wraz z Hunami w rejon dorzecza środkowego Dunaju. Po upadku potęgi Hunów, ok. 455 roku Herulowie utworzyli własne państwo na terenie południowych Moraw. Poczęli niepokoić najazdami Noricum i Panonię i podbijać sąsiadów, m.in. Longobardów, Burów i innych, zmuszając ich do składania trybutu. Około 501 roku rozpoczęli kolejne najazdy na sąsiadów, tym razem wraz z Ostrogotami. W początkach VI wieku wdali się w konflikt z Longobardami, którzy zajmowali w tym czasie siedziby w Kotlinie Czeskiej. Longobardowie około 508 roku rozbili ich niemal doszczętnie, zabijając w bitwie herulskiego władcę Rodulfa. Część Herulów osiedliła się wówczas w Dacji i z czasem została wchłonięta przez Longobardów.
Wielu z nich służyło jako najemnicy w armii rzymskiej. Herulem prawdopodobnie był Odoaker, który usunął z tronu ostatniego cesarza Zachodu, Romulusa Augustulusa, i stworzył w Italii królestwo, zniszczone potem najazdem Ostrogotów.

### Powrót na północ
Jak podaje Prokopiusz z Cezarei, grupa Herulów, po klęsce zadanej przez Longobardów około roku 512, postanowiła powrócić do swoich dawnych stron rodzinnych. Grupa ludności herulskiej „pod wodzą wielu ludzi królewskiej krwi” wywędrowała wówczas na północ, minęła ziemie zamieszkane przez Słowian (prawdopodobnie na południu Europy lub Kotlinie Panońskiej), by poprzez opustoszałe wówczas ziemie polskie, dotrzeć w pobliże Morza Bałtyckiego i na terytorium Warnów i Danów, a następnie przeprawiła się przez morze.
Nie jest pewne, jak rozumieć miejsce "na samym krańcach zamieszkanego świata", o którym mówi Prokopiusz. Możliwe, że grupa Herulów dotarła do Skandynawii, do Gothiskandzy na terenie północnej Polski (rejon ujścia Wisły) lub do Prus, gdzie znajdują się stanowiska germańskiej kultury archeologicznej, tzw. grupy olsztyńskiej utożsamianej z Herulami. Wzmianka o przejściu przez "rozległe bezludne krainy", dowodzi, że na początku VI wieku ziemie polskie nie były jeszcze wówczas zasiedlone przez Słowian.

## Charakterystyka
Starożytni kronikarze opisywali Herulów jako bardzo silnych, bitnych i nieustraszonych, ale też okrutnych wojowników. W porównaniu z innymi ludami germańskimi posiadali prymitywniejszą kulturę. 
Według relacji Prokopiusza mieszkali od zamierzchłych czasów za Dunajem, wierzyli w wielu bogów, których zjednywali krwawymi ofiarami z ludzi. Osoby w podeszłym wieku lub chore musiały prosić krewnych o zakończenie ich życia. Nieszczęśnika kładziono na stosie, a następnie jeden ze współplemieńców zadawał mu cios nożem. Po kremacji szczątki grzebano. Od małżonki zmarłego oczekiwano, że odbierze sobie życie przy grobie męża.

## Archeologia
Z Herulami utożsamia się odkrycia archeologiczne tzw. grupy olsztyńskiej (dawniej germańska grupa mazurska) na Pojezierzu Olsztyńskim oraz odkrycia z Ulowa na Roztoczu.

## Ślady w języku
Według językoznawców, pozostałością po Herulach jest słowo jarl oznaczające wodza lub człowieka możnego w językach nordyckich oraz tytuł szlachecki earl w angielskim.